# Rechtenfaculteit

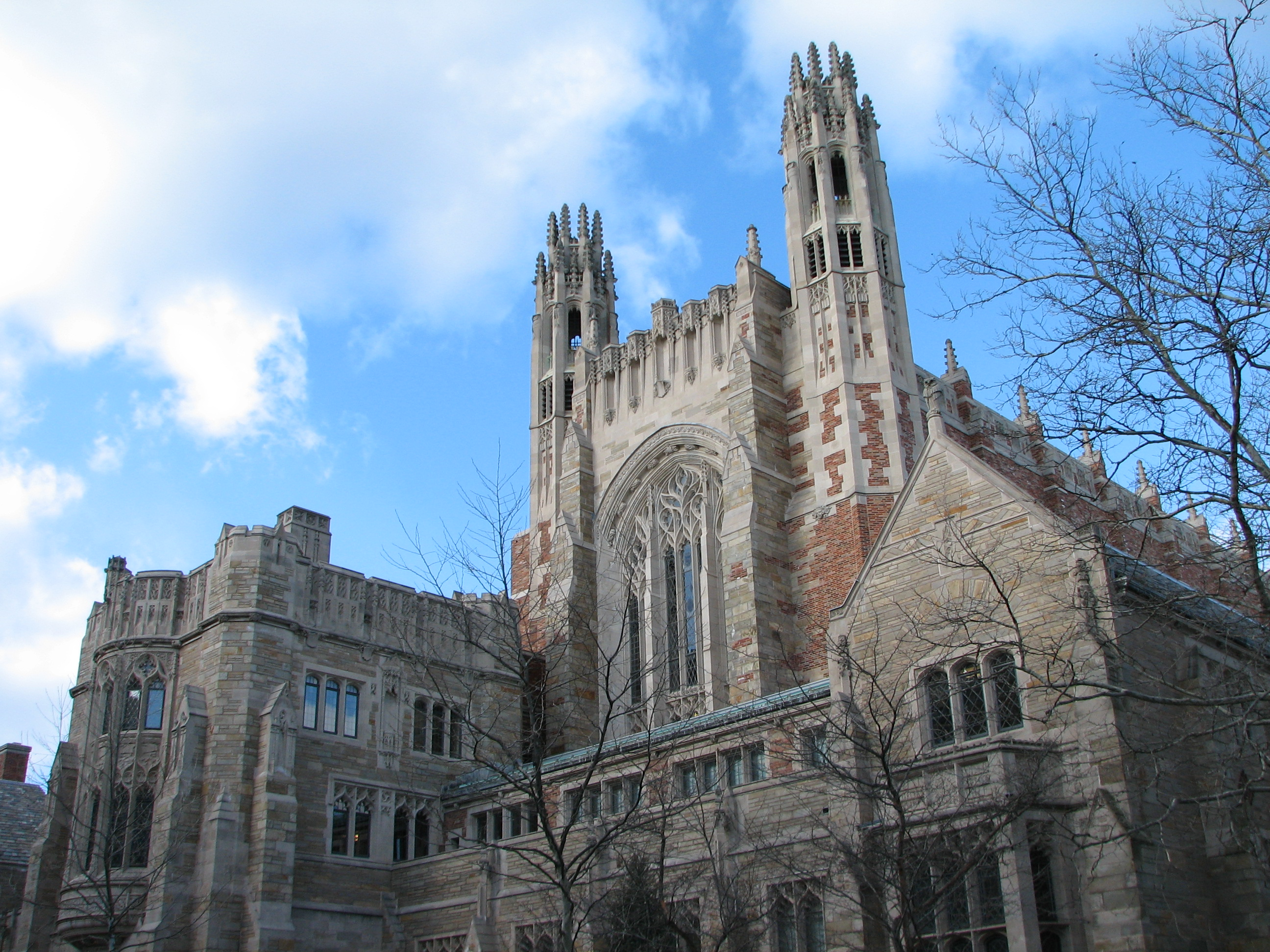
De Yale Law School wordt vaak beschouwd als de meest prestigieuze rechtenfaculteit ter wereld.

Een rechtenfaculteit of rechtsfaculteit of juridische faculteit  is de faculteit van rechtsgeleerdheid aan een universiteit.
Sommige, doorgaans katholieke, universiteiten hebben twee rechtenfaculteiten:
- burgerlijk recht;
- kerkelijk of canoniek recht.

Wanneer iemand aan de beide rechtenfaculteiten afgestudeerd is, spreekt men - om historische redenen - van een doctor utruisque juris. Utriusque houdt hierbij een verwijzing in naar de beide rechten (dat wil zeggen enerzijds burgerlijk of wereldlijk recht en anderzijds canoniek of goddelijk recht).
Wanneer geen enkele precisering wordt gegeven, verwijst de term naar de faculteit burgerlijk recht.